# Ivan Bukovský
Ivan Bukovský (* 7. července 1949, Praha) je malíř a středoškolský pedagog.

## Život
Oba rodiče Ivana Bukovského byli sekulární Židé, kteří se za druhé světové války seznámili v Terezínském ghettu. Otec Otto Schwarz byl z Terezína deportován roku 1944 do Osvětimi, kde se dočkal osvobození, matka Marianna prošla Terezínem, Ravensbrückem a Bergen-Belsenem. Otec jako předválečný komunista po válce získal zaměstnání na Tiskovém odboru ministerstva informací a osvěty. Roku 1951 byl propuštěn a vyslýchán a pak až do odchodu do penze pracoval jako lektor podnikových novinářů v Průmstavu. Matka, která ovládala němčinu i angličtinu a před válkou pracovala jako cizojazyčná korespondentka a stenotypistka, byla po válce úřednicí v zahraničním obchodě.
Ivan Bukovský vyrůstal v rodinném prostředí ovlivněném spíše křesťanskou kulturou a řeckou mytologií. Židovskou kulturu objevil až při návštěvě příbuzných v Izraeli roku 1963. Od raného dětství maloval a v letech 1964–1968 absolvoval Výtvarnou školu Václava Hollara. Škola byla v té době zaměřena spíše na propagační výtvarnictví a nesplnila jeho očekávání. Byl poté dva roky zaměstnán a krátce studoval historii umění a estetiku. Roku 1971 byl přijat na Akademii výtvarných umění v Praze do ateliéru prof. Jana Smetany. Roku 1974 obdržel studentskou Cenu 17. listopadu. Roku 1975 společně s Janem Bouškou a 1976 poprvé samostatně vystavoval v malé neoficiální galerii Divadla v Nerudovce. Zúčastnil se významné generační Výstavy mladých v Mánesu (1976). Po absolvování AVU (1976) se roku 1978 oženil a přestěhoval nejprve do Dobříše a později do Příbrami.
Roku 1978 se zúčastnil neoficiální generační skupinové výstavy Konfrontace v Mikrobiologickém ústavu ČSAV. Se svým spolužákem z Akademie Jiřím Sozanským byl spoluorganizátorem prvního ze tří neoficiálních výtvarných sympozií v Terezíně roku 1980. Na výstavu bylo dva dny po zahájení uvaleno na příkaz KSČ informační embargo, ale zprávu o ní již předtím zveřejnily noviny i televize a zákaz naopak zvýšil návštěvnost. Až do konce 80. let Bukovský vystavoval většinou pouze v menších galeriích.
V letech 1984–1990 spolupracoval s Krátkým filmem. Počátkem 90. let navštívil na pozvání bratří Lucchettů Itálii a roku 1993 Izrael.
Od roku 1993 se věnuje středoškolským studentům v příbramské waldorfské škole. Učí zde dějepis a dějiny umění a výtvarnou výchovu.V letech 1996–2003 byl pedagogem na SOŠ a VOŠ ve Štětí.
Ivan Bukovský žije a pracuje v Příbrami. Byl členem výtvarné skupiny Lipany (1991–1992) a SVU Mánes (1992–2013) a Středočeského sdružení výtvarníků. Po odchodu z SVU Mánes je členem Volného sdružení M (zal. 2013).

### Ocenění
- 1974 Cena 17. listopadu, pro posluchače Akademie výtvarných umění v Praze
- 1984 Zvláštní cena, III: trienále mladých malířů, Sofie
- 1985 Cena za kresbu, I. trienále protiválečné kresby a grafiky, Majdanek (Pl.)
- 1996 Cena Fundación Barceló (Šp.)
- 2007 Cena poroty, Premio San Crispino (It.)
- 2008 Cena kritiky, Porto S´Elpidio (It.)
- 2015 Cena Identifikačný kód Slovenska (IKS)[3]

## Dílo
Ivan Bukovský patří k mladší generaci širokého proudu české Nové figurace, která původně vzešla z informelu a ponechala si jeho existenciální východiska a expresivitu. Navázala na tvorbu zakladatelů české moderny z poloviny 60. let, aby po svém reagovala na normalizační atmosféru, v níž se mísila beznaděj, společenská přetvářka a absurdita všedního konání, která se někdy blížila grotesce. Tato generace, která opustila školu v době tuhé normalizace ve druhé polovině 70. let, nalézala možnost vystavovat většinou pouze v neoficiálních nebo mimopražských galeriích. Každý pokus chovat se nezávisle neprodleně následovaly zákazy.
Bukovský byl ovlivněn renesanční a barokní malbou i Rembrandtem, italským civilismem a evropskou Novou figurací. Jako mnozí z jeho generačních druhů ve své tvorbě reaguje na psychicky vypjatou malbu Francise Bacona, expresivní malbu Chaima Soutina nebo Františka Mertla.
Ivan Bukovský již během studia maloval obrazy s citem pro monumentální prostor, ve kterých dramaticky řešená kompozice a silné figurální gesto vytváří celistvou, scénograficky komponovanou arénu. Ve své rané tvorbě Bukovský nalézal témata v prostředí rockové hudby a studentských večírků. Změna nastala v letech 1977–1978, kdy spolu s Jiřím Sozanským jezdil do Malé pevnosti v Terezíně studovat archivy a výpovědi svědků. Během následného tříměsíčního výtvarného sympozia (1980), kterého se kromě nich zúčastnili také Zdeněk Beran, Oldřich Kulhánek nebo Lubomír Janečka, vytvářeli v bývalých celách instalace, které měly revokovat něco z hrůzy, kterou prožívali vězni koncentračního tábora. Komunisté vcelku správně poznali, že jde o zrcadlo nastavené jakékoli totalitě a proto se pokoušeli nejprve areál uzavřít a potom výstavu předčasně ukončili.
Bezútěšnou situaci druhé poloviny 70. let reflektuje Bukovský v motivech zdí a labyrintů, ze kterých se člověk marně pokouší uniknout. Architektura ve formě šedých zdí, náhrobních kamenů, katafalků, rozvrácených sarkofágů, kamenných podstavců, obětišť, stolů a trůnů se pak stala součástí většiny obrazů. Tyto geometricky strohé tvary člení prostor obrazu vertikálně či horizontálně, slouží jako opora i překážka nebo diagonálním předělem akcentují dynamiku děje. Tvoří kontrast k figurám a organické hmotě obecně a směřují pozornost k ústřednímu ději.
V 80. letech se Bukovský zabýval běžnými lidskými situacemi z každodenního života, ale sám sebe vnímal jako pouhého pozorovatele jevů a držel si intelektuální odstup. Tetiva pro ně užívá pojmu "interpretační obrazy". Náměty nacházel v expresivních gestech postav na fotografiích v novinách nebo zprostředkovaných černobílou televizní obrazovkou. Tomu odpovídala i tlumená barevnost s převahou šedé (Portrét, 1983, Domov důchodců, 1983). Frontální záběr a zdánlivá náhodnost kompozičního umístění figur evokuje momentku, časovost děje zaostřeného pouze na podstatné části výrazu, gesta či oblečení. Komunikace "z očí do očí" zachycuje nesmlouvavě a bez příkras pravdu života.
Činnost postav působí zneklidňujícím až surreálným dojmem a často zobrazuje nějakou mezní událost. Motiv havárie a následného neurvalého pokusu o záchranu oběti proti její vůli (Nehoda, 1980, Přechod, 1981) vypovídá o existenciálních východiscích Bukovského tvorby. Apokalyptická vize Laboratoř pana Oppenheimera (1980) tematizuje marné snahy člověka o ovládnutí přírody, které mohou vést pouze ke katastrofě. Ve druhé polovině 80. let prodělal tvůrčí krizi a většinu obrazů z tohoto období zničil nebo přemaloval.
Nový impuls jeho tvorbě dal až pád komunistického režimu. Počátkem 90. let se v Bukovského tvorbě téma kalamit zobecňuje a paralelu k osudu jednotlivců i celého lidstva malíř nachází ve starozákonních příbězích nebo antických bájích. Námětem několika obrazů se stal Ikarův pád, jako širší podobenství o lidské pýše (Ikaros, 2007), prorok Jeremjáš, Izajáš nebo Jób. Cyklus Ahasver vychází z raného portrétu malířova otce (původně jeho přezdívka během věznění v Terezíně) a zobecňuje téma věčného neklidu bez naděje na smrt a spasení. Rodinné zázemí Ivana Bukovského bylo sekulární a židovská témata v jeho tvorbě jsou spíše symbolickou lamentací nad pádem a destrukcí lidského rodu.
V obrazech, které vznikly po roce 2000 je zřejmý posun k abstrakci. Figura je často jen naznačena, spíše jde o umístění tvarů v prostoru, navození zvláštního napětí mezi plochou a prostorem. Expresivní malba zobrazuje figury i těla mrtvých uprostřed povalených náhrobků v rozměrném triptychu Kaddiš (2006–2007, 200 x 405 cm). V jiných obrazech jsou naznačeny postavy, řítící se z nakloněné plochy působením gravitace (Pád, 2009) nebo jen proudy živé organické hmoty, pronikající skrze průrvy v kamenných architekturách (Odpadky, 2009, Průnik, 2009, Separace, 2009). Přízračným tématem jsou jakási obětiště s naznačeným trupem (Příběh, 2009–2010) nebo jen nedefinovatelnými organickými útvary shodné barevnosti, upomínajícími na kusy masa zavěšené na háku (Obětiště, 2015).
Vedle figurální tvorby vzniká cyklus abstraktních kreseb na jednotném cihlovém podkladu, v nichž je figura pouze naznačena. Dominantní výtvarnou složkou se stává kontrast asfaltové černé plochy v podmalbě, bílé přecházející do hnědavých tónů a nepravidelné červené lineární kresby vytvořené drippingem.
Bukovský ve své výtvarnické konfesi říká: "Smyslem umění je hledání řádu a vytváření rovnováhy v chaosu, který nás obklopuje." "Umění je strážcem mystéria, ze kterého čerpá svůj zdroj. Není určené k dekoraci, ale má člověka chytit za pačesy a protáhnout ho trním."

### Zastoupení ve sbírkách
- Národní galerie v Praze
- Yad Vashem, Jeruzalém
- Galerie středočeského kraje v Kutné Hoře
- Severočeská galerie výtvarného umění v Litoměřicích
- Galerie výtvarného umění v Chebu
- Alšova jihočeská galerie v Hluboké nad Vltavou
- Galerie Klatovy / Klenová
- Památník Terezín
- Państwowe Muzeum na Majdanku
- soukromé sbírky v České republice a v zahraničí

### Výstavy

#### Autorské
- 1975 Jan Bouška, Ivan Bukovský: Obrazy, Divadlo v Nerudovce, Praha
- 1976 Ivan Bukovský: Obrazy, Divadlo v Nerudovce, Praha
- 1978 Ivan Bukovský, Galerie Pod podloubím, Olomouc
- 1981 Ivan Bukovský: Obrazy, Malá galerie, Liberec
- 1982 Ivan Bukovský: Obrazy, Městské kulturní středisko Dobříš
- 1983 Ivan Bukovský, Galerie bratří Čapků, Praha (s B. Zemanem)
- 1987 Ivan Bukovský: Obrazy, Galerie výtvarného umění v Chebu
- 1989 Ivan Bukovský, Atrium, Praha (s P. Marou), Městské muzeum Příbram (s J. Načeradským)
- 1993 Ivan Bukovský, Městské muzeum Merzig, Městské muzeum Karlsruhe
- 1993 Ivan Bukovský, Caerano s. Marco, Treviso (s J. Hellerem)
- 1995 Ivan Bukovský: Pláč Jeremiášův, Galerie Litera, Praha
- 1996 Ivan Bukovský, Galerie Zámeček, Příbram (s P. Turnajským)
- 1997 Ivan Bukovský, Památník Terezín
- 2000 Ivan Bukovský, Studio Paměť, Praha
- 2004 Ivan Bukovský, Nová Manéž, Moskva (s A. Tokarevem)
- 2005 Ivan Bukovský, Galerie Deset, Praha (s D. Prihelem)
- 2006 Ivan Bukovský, Galerie Merum, Modra
- 2007 Ivan Bukovský: Obrazy, Galerie Magna, Ostrava, Národné Muzeum, Bratislava
- 2008 Ivan Bukovský: Obrazy, Klinické centrum Iscare Lighthouse, Praha
- 2009 Ivan Bukovský: Ohlédnutí, Galerie Zámeček, Příbram[10]
- 2010 Ivan Bukovský: Útržky příběhů, Galerie Beseda, Ostrava
- 2012 Ivan Bukovský: Obrazy, Galerie Dorka, Domažlice
- 2012 Ivan Bukovský: Obrazy z posledních let, Topičův klub Topičova salonu, Praha
- 2014/2015 Ivan Bukovský: Obrazy, Městské muzeum a galerie, Hranice
- 2016 Ivan Bukovský: Tableaux, Centre culturel tcheque de Paris
- 2017 Ivan Bukovský: Obrazy, Muzeum a Pojizerská galerie Semily
- 2017 Ivan Bukovský: Androgynní povaha bytí, Galerie výtvarného umění v Mostě
- 2018 Ivan Bukovský, Strahovský klášter, Praha
- 2018 Ivan Bukovský, Galerie D, Praha
- 2019 Ivan Bukovský: /straší/ VE VĚŽI, Novoměstská radnice, Praha
- 2020 Ivan Bukovský: 70, Letohrádek královny Anny (Belveder) Praha

#### Společné (výběr)
- 1975 Obrazy, Divadlo v Nerudovce, Praha
- 1976 Umění mladých. Přehlídka současného českého výtvarného umění mladých k 30. výročí založení Mezinárodního svazu studenstva, Praha,
- 1978 Konfrontace, Mikrobiologický ústav ČSAV, Praha
- 1980 Terezín '80, Památník Terezín
- 1983 Obrazy a sochy, Obvodní kulturní dům v Praze 9 Gong
- 1986/1987 České umění 20. století, Alšova jihočeská galerie v Hluboké nad Vltavou
- 1988 Jeden starší – jeden mladší. Obrazy, sochy, realizace, Lidový dům, Praha
- 1990 Výtvarné tendence, Středočeská galerie, Praha
- 1991 Lipany poprvé: Kresby, grafika, drobná plastika, Galerie Fronta, Praha
- 1993 Skutečnost a iluze, Zámek Hluboká nad Vltavou
- 1995 Mánes Mánesu, Mánes, Praha
- 1996 Umění zastaveného času / Art when time stood still: Česká výtvarná scéna 1969–1985, Praha, Brno, Cheb
- 2000 Dva konce století 1900 2000, Dům U Černé Matky Boží, Praha
- 2004 Jubilanti Spolku výtvarných umělců Mánes 2004, Galerie Diamant, Praha
- 2007/2008 České umění XX. století: 1970–2007, Alšova jihočeská galerie v Hluboké nad Vltavou
- 2008/2009 Středočeské sdružení výtvarníků: Členská výstava 2008, Sbor českých bratří, Mladá Boleslav, Karviná, Rakovník, Beroun
- 2009 Jubilanti Mánesa 2009, Galerie Diamant, Praha
- 2011 Příbramští výtvarníci, Galerie Františka Drtikola, Příbram
- 2014–2017 Stavy mysli / Za obrazem, Galerie Středočeského kraje (GASK), Kutná Hora